# Fluvitrygon
Fluvitrygon ist eine erst Mitte 2016 eingeführte Gattung aus der Familie der Stechrochen (Dasyatidae). Die drei Arten der Gattung leben im Süßwasser und im Brackwasser von Flussmündungen in Südostasien. Das Verbreitungsgebiet umfasst den Einzugsbereich von Chao Phraya und Mae Nam Tapi in Thailand, den des Mekong in Thailand und Kambodscha, die Malaiische Halbinsel, Borneo und Sumatra.

## Merkmale
Fluvitrygon-Arten sind kleine bis mittelgroße Rochen, die eine Körperscheibenbreite von 28 bis 60 cm erreichen. Die Körperscheibe ist oval oder fast rund, die äußeren Enden der Brustflossen breit abgerundet. Die Bauchflossen sind mittelgroß und werden fast vollständig durch die Körperscheibe verdeckt. Die Schnauze ist weitwinkelig zugespitzt oder stumpf. Die leicht hervorstehen Augen sind klein. Das Maul ist schmal bis mittelgroß und von zwei bis acht Oralpapillen umgeben. Der peitschenartige Schwanz ist kurz oder lang. Seine Länge kann das 1,3 bis 3,8-fache des Körperscheibendurchmessers erreichen. Die Schwanzbasis ist schmal und im Querschnitt oval oder fast rund. Der Schwanz besitzt keine dorsalen oder ventralen Hautfalten. Der Stachel sitzt weit vorne auf dem Schwanz. Eine mittige Dornenreihe auf dem Schwanz fehlt oder ist nur wenig ausgeprägt. In den meisten Fällen hat der hintere Schwanzbereich ausgewachsener Exemplare einige kleine Dentikel. Im mittleren Schulterbereich befinden sich bis zu zwei perlenartige Dornen, auf dem Rücken ein Dentikelband, dessen Ränder klar abgegrenzt oder diffus sind. Der übrige Rücken ist normalerweise schuppenlos. Auf dem Rücken sind die Fluvitrygon-Arten einfarbig oder kräftig gemustert, die Bauchseite ist weiß. Die Ränder der Körperscheibe können abgedunkelt sein. Der Schwanz ist einfarbig oder gemustert.

## Arten
Gegenwärtig (November 2016) werden drei Arten in die Gattung Fluvitrygon gestellt:

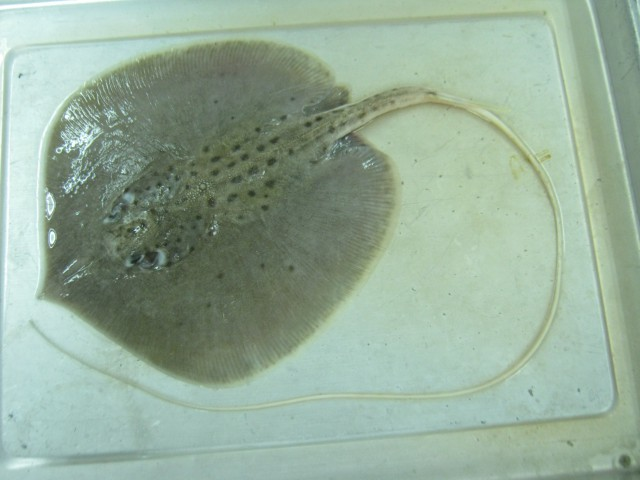
Fluvitrygon signifer

- Fluvitrygon kittipongi (Vidthayanon & Roberts, 2006)
- Fluvitrygon oxyrhynchus (Sauvage, 1878)
- Fluvitrygon signifer (Compagno & Roberts, 1982)

## Systematik
Die Gattung Fluvitrygon wurde Mitte 2016 durch den australischen Meeresbiologen Peter R. Last, den US-amerikanischen Fischkundler Gavin J. P. Naylor und einen weiteren Kollegen eingeführt. Die drei Arten der Gattung gehörten vorher zu Himantura. Der Gattungsname setzt sich aus „fluvius“, dem lateinischen Wort für Fluss und „trygon“, einer griechischen Bezeichnung für Rochen zusammen und nimmt auf das Vorkommen in Süßgewässern Bezug. Typusart der Gattung ist Himantura signifer Compagno & Roberts, 1982. Von Brevitrygon, der marinen Schwestergattung, unterscheidet sich Fluvitrygon vor allem hinsichtlich der Morphologie des Schwanzes.